# Nadvoitsy
Nadvoitsy (ruso: Надво́ицы; carelio: Vojačču) es un asentamiento de tipo urbano de la república rusa de Carelia perteneciente al raión de Seguezha en el centro-este de la república.
En 2019, la localidad tenía una población de 7380 habitantes.
Se conoce la existencia de la localidad desde 1620, cuando se menciona como un pequeño pueblo en un documento del monasterio de Solovetsky. Entre 1742 y 1783 funcionó aquí una mina de cobre y oro. Su desarrollo urbano comenzó en 1916 con el ferrocarril de Murman, al que se sumó en 1929 el establecimiento de un campamento para la construcción del canal Mar Blanco-Báltico. Adoptó estatus urbano en 1942. Desde 1954 alberga una importante fábrica de aluminio.
Se ubica unos 20 km al norte de la capital distrital Seguezha.